# 卡洛·西利波
卡洛·西利波（義大利語：Carlo Silipo，1971年9月10日—），意大利男子水球运动员。他曾代表意大利参加1992年、1996年、2000年和2004年夏季奥林匹克运动会水球比赛，共收获一枚金牌和一枚铜牌。